# Flagge der Komoren

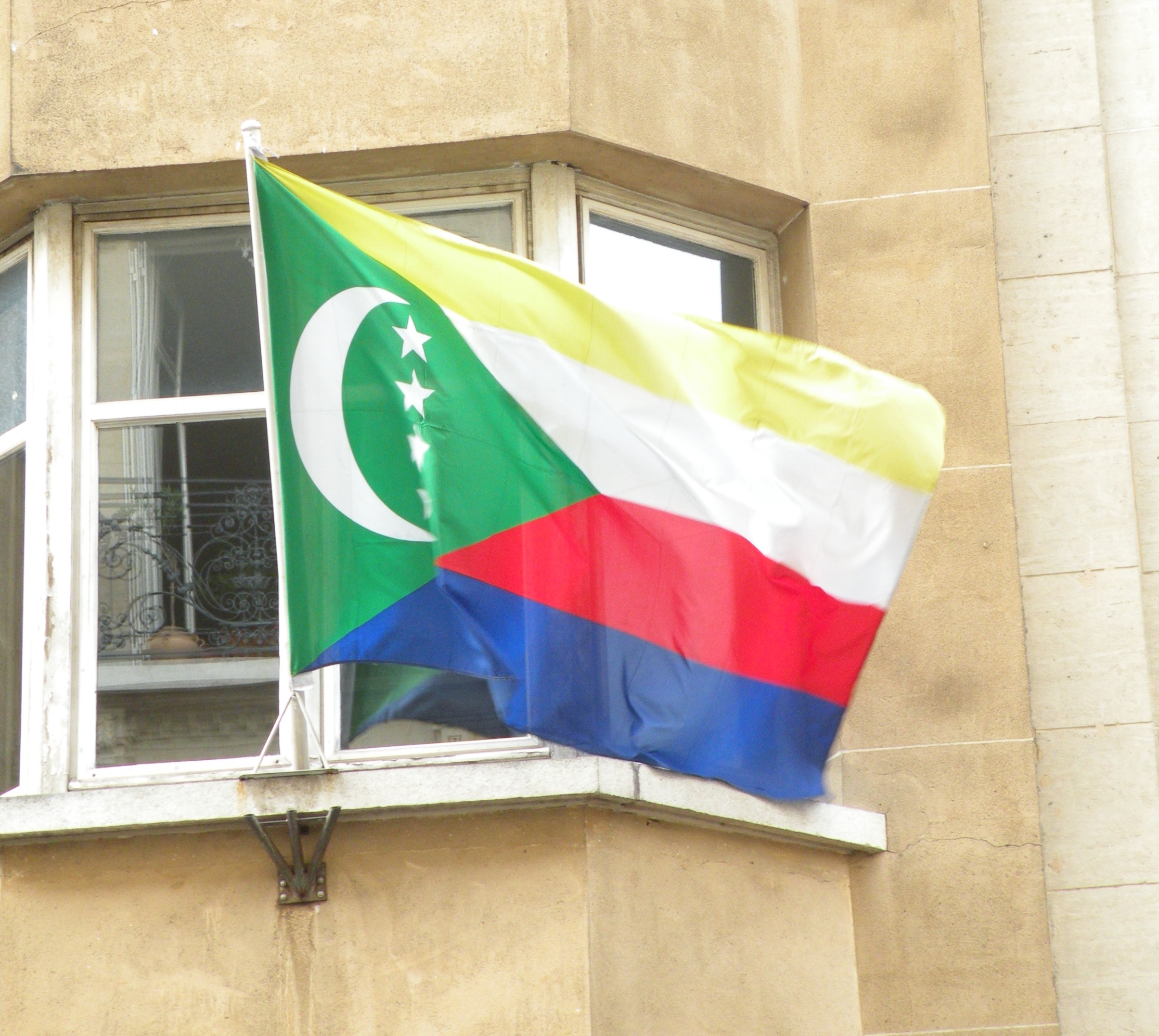
Flagge an der komorischen Botschaft in Paris

Als Flagge der Komoren wurde Anfang des Jahres 2002 eine neue Flagge angenommen.
Die Elemente der alten Flagge, die lediglich aus Halbmond und vier weißen Sternen auf grünem Grund bestand, wurden in ein Dreieck am Mast übernommen. Neu hinzu kamen vier gleich breite, horizontale Streifen, die die vier Inseln des komorischen Archipels symbolisieren:
| Flagge | Farbe                                     |
| ------ | ----------------------------------------- |
|        | Grün stammt aus der alten Nationalflagge. |
|        | Gelb steht für Mohéli.                    |
|        | Weiß steht für Mayotte.                   |
|        | Rot steht für Anjouan.                    |
|        | Blau steht für Grande Comore.             |

Dies verdeutlicht den Anspruch der Komoren auf Mayotte, das ein französisches Überseegebiet ist.
Auch die vier weißen Sterne repräsentieren die vier Inseln. Der Halbmond und die Farbe Grün stehen für den Islam, die Staatsreligion der Komoren. Das Flaggendesign wurde auch vor 2002 häufig verändert, die genaue Ausrichtung der Sterne ist nicht festgelegt. Die Vorgängerflagge der heute gültigen Flagge kannte mehrere Varianten für die Position des Wortes Allah (الله) am Obvers, außerdem ist auch eine Variante überliefert, bei der sich Ob- und Revers nicht unterscheiden.

Historische Flaggen
Flagge vor der Unabhängigkeit (1963–1975)
Flagge 1975–1978
Flagge 1978–1992
Flagge 1992–1996
Flagge 1996–2001, Vorderseite
Flagge 1996–2001, Rückseite